# عصابة العينين

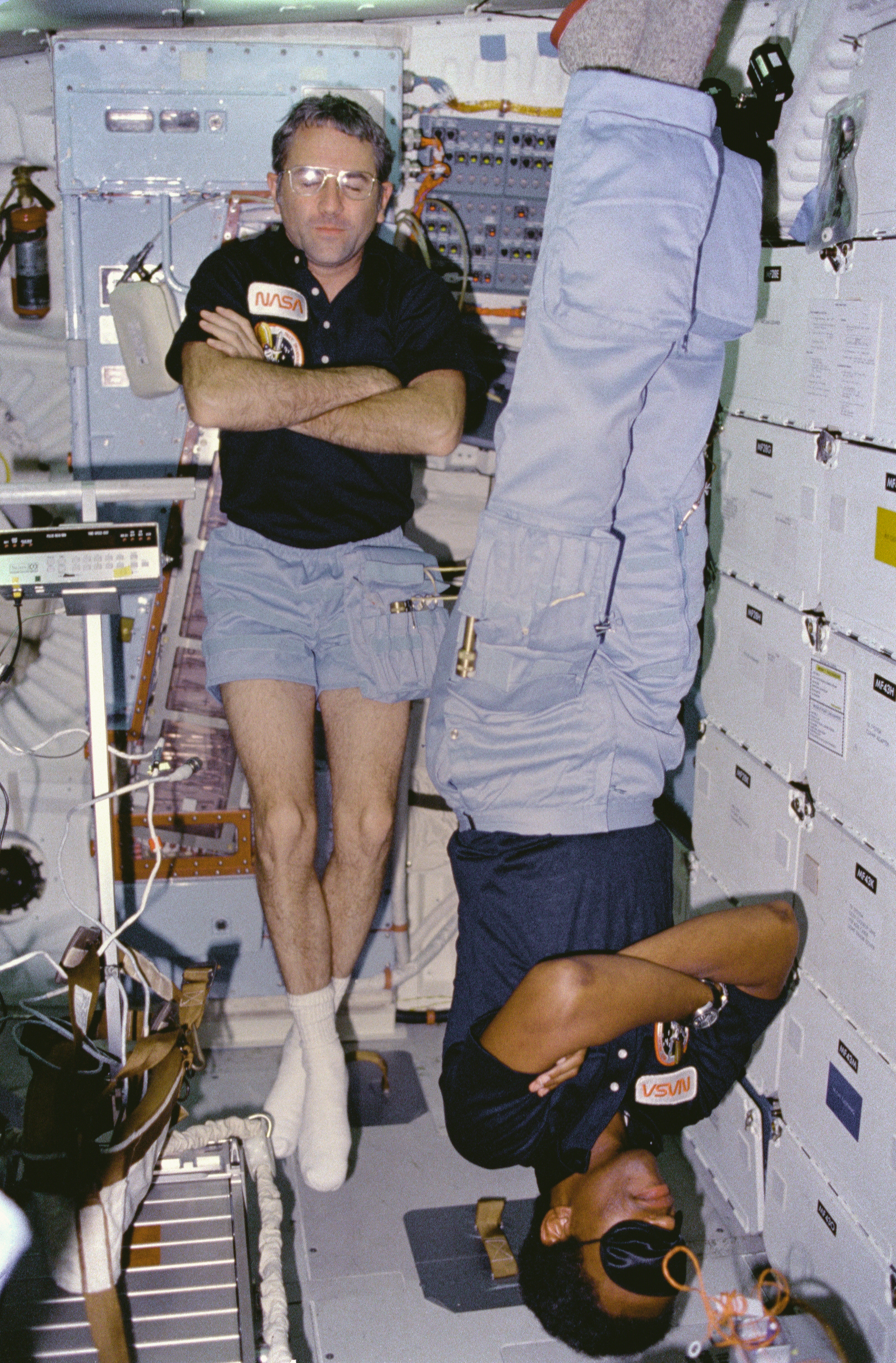
رائد الفضاء ريتشارد هـ. ترولي وغيون بلوفورد ينامان على متن المركبة تشالنجر.يظهر في المقدمة (المقلوب رأسًا على عقب) رائد الفضاء وهو يرتدي قناعًا للنوم.

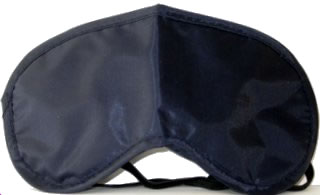
قناع نوم

عصابة العينين (بالإنجليزية: blindfold) (بالإنجليزية الوسطى:blindfellen) هو لباس خاص للعينين عادة ما يكون من القماش، مربوطًا بخيط يُلف حول الرأس لتغطية العينين لتعطيل رؤية مرتديها.

## استخدامات
عصابة العينين يمكن استخدامها في مختلف التطبيقات:
- كقناع للنوم: يحجب الضوء عند النوم، خاصة أثناء السفر الجوي، أو لأولئك الذين ينامون أثناء النهار، بالنظر إلى أن إغلاق الضوء[1] يتيح للمستخدم تحقيق مستوى أعمق من النوم. ويمكنهم أيضًا توفير الراحة من رهاب الأماكن المغلقة لمرضى التصوير بالرنين المغناطيسي. يجب على الأشخاص المصابين بالماء الأزرق تجنب استخدام قناع النوم.
- في ألعاب الأطفال.
- يستخدم في فنون القتال ورفع الأثقال، لتشجيع الاعتماد على الحواس الأخرى، مثل اللمس أو السمع.
- كأداة الحرمان الحسي في التأمل، لتركيز الاهتمام على الذات بدلا من الصور الخارجية.
- كوسيلة لمنع ضحية الاختطاف والرهينة والسجين وما إلى ذلك من القدرة على تحديد المواقع أو الأشخاص.
- لتغطية عيون المكفوفين لأسباب صحية أو تجميلية. (يُعتبر أقل شيوعاً منذ اختراع النظارات الشمسية.)
- كدعم في الحيل السحرية. تتضمن الخدعة الشائعة أداءً عصابة العينين يقوم بمهمة تتطلب الرؤية، مثل القيادة.[2]
- كوسيلة مساعدة لمحاكاة العمى أثناء تدريب أخصائيي التوجيه والتنقل، حتى يتمكنوا من تطوير فهم متعاطف للعمى وتعلم كيفية الاعتماد على حواسهم الأخرى للتعرف على البيئة والتنقل بحرية وبشكل مستقل.
- أثناء عمليات الإعدام وذلك لن يتمكن المتهم من رؤية إعدامه وبالتالي هو أقل عرضة للذعر.
- قد يشمل النشاط الجنسي أيضاً عصابة العينين.

يقال إن استخدام عصب العينين يعزز الحواس المتبقية لمرتديها، مع التركيز على الصوت والروائح والاتصال الجسدي. يقال إن هذا الوعي المتزايد يسمح بمزيد من الإثارة والترقب من خلال القضاء على الإشارات البصرية، حيث لا يمكن للمرء رؤية ما يمكن توقعه.

## رمزية
لقد كانت العصابة رمزا قويا في العرافة والأساطير منذ القرن الخامس عشر.
في القانون، يُرى أن سيدة العدالة ترتديه، لتمثيل الموضوعية والحياد.
العصابة كرمز هو أيضا موضوع شائع في أوراق التاروت وغيرها من أساليب العرافة.